# 卢瓦斯河
卢瓦斯河（法語：Loise，法語發音：[lwaz]）是法国奥弗涅-罗讷-阿尔卑斯大区卢瓦尔省与罗讷省的河流，是卢瓦尔河的右支流，长24.9千米，发源自维勒舍内沃，于弗尔流入卢瓦尔河。